# ベルーフスシューレ

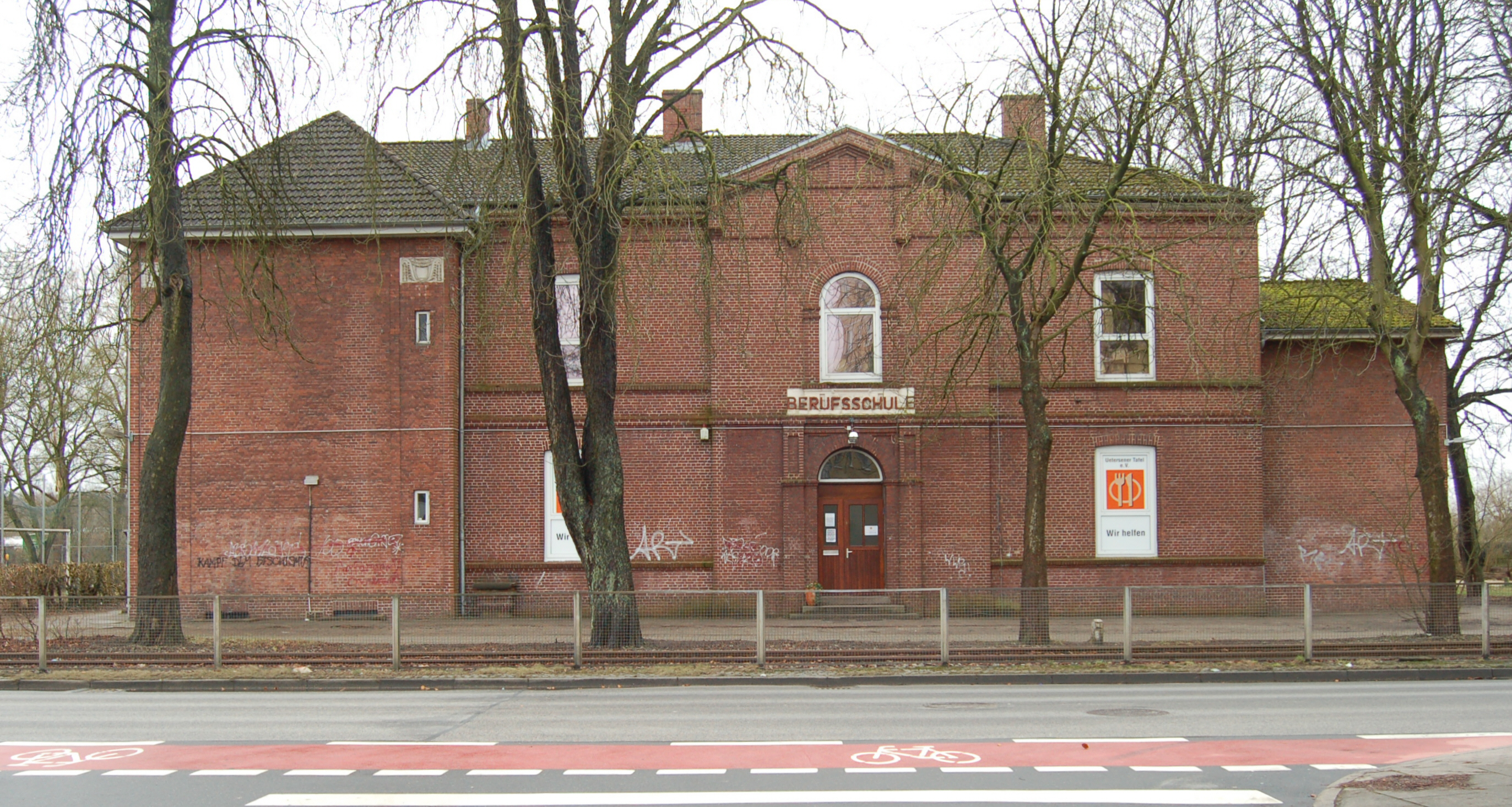
ドイツユーテルゼン市の校舎（1931年設立）

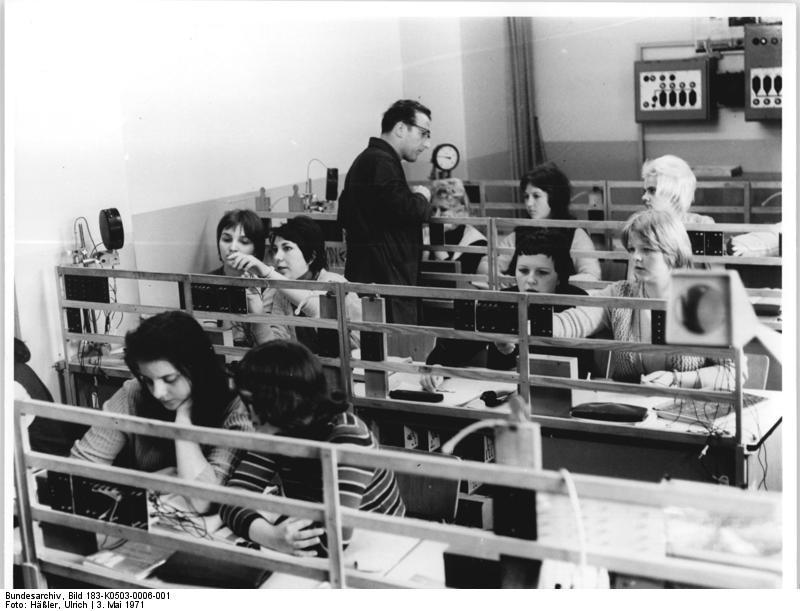
東ドイツのベルーフスシューレで、計測技術について学ぶ生徒たち（1971年）

ベルーフスシューレ（独：Berufsschule, 英：Part-time vocational school）とは、ドイツ語圏における中等教育レベルのデュアルシステムを担う定時制（パートタイム）職業学校である。

## ドイツ
ドイツにおいてベルーフスシューレはISCED-3Bレベルであり、15-16歳で義務教育を修了（実科学校や基幹学校）した者がパートタイムで入学する。課程は3年であり、ドイツにおいては全日制学校に通っていないものは、18歳に達するまでパートタイムで職業学校に通う義務がある。生徒は週1-2日は職業学校へ、週3-4日は企業にて実地訓練を行う。
卒業にあたっては、ベルーフスシューレ法に基づいてドイツ商工会議所（IHK）、 手工業会議所（HWK）、ドイツ法律家協会などが課す試験に合格する必要がある。
卒業試験に合格した者にはサーティフィケートが与えられる。卒業後は Fachoberschulen (4A)または ファッハシューレ (Fachschulen, 5B) に進学するか、就職する。